# Teresa (série télévisée, 1965)
Teresa, est une telenovela brésilienne diffusée en 1965 par Rede Tupi.

## Distribution
- Geórgia Gomide : Teresa
- Walmor Chagas : José Antonio
- Maria Célia Camargo : Joana
- Percy Aires : Armando
- Lisa Negri : Aurora
- Rildo Gonçalves : Heitor
- Luiz Gustavo : Mário
- Marisa Sanches : Luiza
- Néa Simões : Josefina
- João Monteiro : Romeu
- Xisto Guzzi : Fabiano
- Guiomar Gonçalves : Emília
- Sérgio Galvão
- Rita Cléos

## Autres versions

### Télévision
- Teresa (1959), original de Mimí Bechelani, dirigée par Rafael Banquells pour Telesistema Mexicano; avec Maricruz Olivier et Luis Beristain.
- El cuarto mandamiento (1967), produit par Valentín Pimstein pour Telesistema Mexicano; avec Pituka de Foronda et Guillermo Zetina.
- Teresa (1989), adaptation de Silvia Castellijos, dirigée par Gabriel Vázquez Bulman, produit par Lucy Orozco pour Televisa; avec Salma Hayek et Rafael Rojas.
- Teresa (2010), adaptation de Ximena Suárez, dirigée par Mónica Miguel et Alejandro Gamboa, produit par José Alberto Castro pour Televisa; avec Angélique Boyer, Sebastián Rulli, Aarón Díaz et Ana Brenda Contreras.

### Cinéma
- Teresa (1961), adapté l'histoire de Mimí Bechelani du scénariste Edmundo Báez en tenant la bande à l'écran avec Maricruz Olivier comme Teresa nouveau, Le film a été dirigé par Alfredo B. Crevenna et séparée de la distribution originale de l'opéra de savon Alicia Montoya, Beatriz Aguirre, Luis Beristain et José Luis Jiménez.

## Diffusion internationale
- TV Tupi
- RTP
- Canal 13

### Sources
- (pt) Cet article est partiellement ou en totalité issu de l’article de Wikipédia en portugais intitulé « Teresa (telenovela) » (voir la liste des auteurs).